# Trichotoca edentula
Trichotoca edentula is een muggensoort uit de familie van de galmuggen (Cecidomyiidae). De wetenschappelijke naam van de soort is voor het eerst geldig gepubliceerd in 2008 door Jaschhof en Jaschhof.